# Флаг муниципального округа Южное Бутово
Флаг муниципального округа Ю́жное Бу́тово в Юго-Западном административном округе города Москвы Российской Федерации — опознавательно-правовой знак, служащий официальным символом муниципального образования.
Первоначально данный флаг был утверждён 5 февраля 2004 года как флаг муниципального образования Беговое.
Законом города Москвы от 11 апреля 2012 года № 11, муниципальное образование Южное Бутово было преобразовано в муниципальный округ Южное Бутово.
Решением Совета депутатов муниципального округа Южное Бутово от 30 октября 2019 года флаг муниципального образования Южное Бутово был утверждён флагом муниципального округа Южное Бутово.
Флаг внесён в Государственный геральдический регистр Российской Федерации с присвоением регистрационного номера 12817.

## Описание
Описание флага, утверждённое 5 февраля 2004 года:

Флаг муниципального образования Южное Бутово представляет собой двустороннее, прямоугольное полотнище с соотношением сторон 2:3.
Полотнище состоит из двух горизонтальных полос: верхней голубой, ширина которой составляет 1/3 ширины полотнища и зелёной.
В голубой полосе помещено изображение семи жёлтых звёзд, равномерно распределённых по горизонтальной осевой линии полосы. Габаритные размеры средней звезды равны 1/10 длины (3/20 ширины) полотнища, остальных звёзд — 1/15 длины (1/10 ширины) полотнища.

В зелёной полосе помещено примыкающее к нижнему и боковым краям полотнища изображение белой стены из бутовых камней с жёлтыми, раскрытыми воротами посередине. Высота белой стены из бутовых камней составляет 1/3 ширины полотнища. Габаритные размеры раскрытых ворот равны 11/24 длины и 3/5 ширины полотнища.
Описание флага, утверждённое 30 октября 2019:

Прямоугольное двухстороннее полотнище с отношением ширины к длине 2:3, воспроизводящее фигуры из герба муниципального округа Южное Бутово, выполненные зелёным, синим, белым и жёлтым цветом.
Описание герба гласит: «В зелёном поле под включённой лазоревой главой, обременённой семью золотыми звёздами о восьми лучах, одна подле другой и средняя больше прочих — серебряная стена, мурованная бутовым камнем, посередине имеющая открытые золотые ворота в поднимающейся выше стены арке того же металла».

## Обоснование символики
Семь жёлтых звезд символизируют населённые пункты, исторически существовавшие на территории муниципального округа Южное Бутово, — станцию (посёлок при станции) Бутово, деревни Поляны, Гавриково, Чернево, Язово, Щиброво, Потапово.
Белая стена в виде бутовых камней — гласный символ (бут — камень неправильной формы, использовавшийся для строительства, от которого, по одной из версий, Бутово получило название), отражающий название муниципального округа и активное жилищное строительство, благодаря которому возникло Южное Бутово.
Жёлтые ворота символизируют расположение муниципального округа на южной границе города, его историческую роль как «ворот» Москвы по автомобильной и железной дорогам.
Синее поле символизирует залегание мощных водных пластов и большое количество водоёмов на территории муниципального округа Южное Бутово.
Зелёное поле символизирует сохранение лесов, природных парков, дачных поселков.
Примененные во флаге цвета символизируют:
зелёный цвет — символ жизни, молодости, природы, роста, здоровья;
синий цвет — символ мира, искренности, чести, славы, преданности, истины и добродетели;
белый цвет (серебро) — символ чистоты, невинности, верности, надежности и доброты;
жёлтый цвет (золото) — символ высшей ценности, солнечной энергии, богатства, силы, устойчивости и процветания.